# Llista de municipis de Lugo
Llista dels 67 municipis de la província de Lugo:

Mapa municipal

| Nom                   | Població (2002) |
| --------------------- | --------------- |
| Abadín                | 3.342           |
| Alfoz                 | 2.398           |
| Antas de Ulla         | 2.719           |
| Baleira               | 1.845           |
| Baralla               | 3.279           |
| Barreiros             | 3.357           |
| Becerreá              | 3.532           |
| Begonte               | 3.748           |
| Bóveda                | 1.974           |
| Burela                | 8.176           |
| Carballedo            | 3.121           |
| Castro de Rei         | 5.966           |
| Castroverde           | 3.418           |
| Cervantes             | 2.135           |
| Cervo                 | 5.016           |
| O Corgo               | 4.224           |
| Cospeito              | 5.706           |
| Chantada              | 9.695           |
| Folgoso do Courel     | 1.510           |
| A Fonsagrada          | 5.146           |
| Foz                   | 9.612           |
| Friol                 | 4.729           |
| Guitiriz              | 6.249           |
| Guntín                | 3.453           |
| O Incio               | 2.455           |
| Láncara               | 3.235           |
| Lourenzá              | 2.779           |
| Lugo                  | 89.509          |
| Meira                 | 1.816           |
| Mondoñedo             | 4.987           |
| Monforte de Lemos     | 19.817          |
| Monterroso            | 4.253           |
| Muras                 | 1.067           |
| Navia de Suarna       | 1.869           |
| Negueira de Muñiz     | 233             |
| As Nogais             | 1.547           |
| Ourol                 | 1.465           |
| Outeiro de Rei        | 4.333           |
| Palas de Rei          | 4.135           |
| Pantón                | 3.377           |
| Paradela              | 2.552           |
| O Páramo              | 1.925           |
| A Pastoriza           | 3.975           |
| Pedrafita do Cebreiro | 1.562           |
| A Pobra do Brollón    | 2.572           |
| Pol                   | 2.072           |
| A Pontenova           | 3.261           |
| Portomarín            | 2.035           |
| Quiroga               | 4.209           |
| Rábade                | 1.583           |
| Ribadeo               | 9.163           |
| Ribas de Sil          | 1.406           |
| Ribeira de Piquín     | 842             |
| Riotorto              | 1.830           |
| Samos                 | 2.073           |
| Sarria                | 13.053          |
| O Saviñao             | 5.000           |
| Sober                 | 3.009           |
| Taboada               | 4.077           |
| Trabada               | 1.616           |
| Triacastela           | 882             |
| O Valadouro           | 2.371           |
| O Vicedo              | 2.303           |
| Vilalba               | 15.520          |
| Viveiro               | 15.444          |
| Xermade               | 2.595           |
| Xove                  | 3.625           |